# 재와 다이아몬드
《재와 다이아몬드(Popiół i diament)》는 예지 안제예프스키가 쓴 소설로, 제2차 세계 대전 이후 폴란드의 사회상을 서술한다. 1958년 안제이 바이다 감독의 동명의 제목으로 각색한 영화가 개봉해 큰 성공을 거두었다.

## 같이 보기
- 폴란드 문학